# Ciclosporina
La  ciclosporina  è un principio attivo con effetto immunosoppressivo, utilizzato per modulare la risposta immunitaria dell'organismo.
Derivata dai prodotti di alcuni miceti, assieme al Tacrolimus (FK506) è uno dei principali agenti terapeutici impiegati per bloccare il rigetto di trapianto allogenico.

## Meccanismo d'azione
La ciclosporina e il Tacrolimus (FK506) essenzialmente bloccano la trascrizione dei geni delle citochine nei linfociti T, previa interazione con una proteina citoplasmatica nota come ciclofilina A o FKBP12. Questo complesso farmaco-recettore inibisce poi la proteina fosfatasi 2B chiamata anche calcineurina (PP2B), che defosforila il fattore di trascrizione NF-AT (fattore nucleare dei linfociti T attivati) permettendone l'entrata nel nucleo. Se l'NF-AT non viene defosforilato, non può entrare nel nucleo e innescare l'espressione genica di certe citochine come l'interleuchina 2 (IL-2) fondamentali perché i linfociti (e quindi il sistema immunitario) funzionino correttamente. Per tale meccanismo d'azione sia la ciclosporina che il tacrolimus sono definiti entrambi come inibitori della calcineurina.
Uno studio più recente ha dimostrato che può interferire con un altro fattore di trascrizione chiamato NF-κB (Fattore Nucleare delle catene leggere anticorpali κ), anch'esso implicato nell'espressione genica di proteine infiammatorie ed immunitarie.

## Indicazioni
La principale indicazione della ciclosporina è la prevenzione del rigetto nel trapianto d'organo, in particolare nei trapianti di rene, pancreas, fegato e cuore. Generalmente alternativa al tacrolimus avendo un meccanismo d'azione simile. Può essere utilizzata singolarmente o più spesso in associazione con altri farmaci immunosoppressivi, secondo schemi terapeutici variabili. Altre indicazioni sono le malattie autoimmunitarie quali ad esempio uveite, artrite reumatoide, psoriasi e rettocolite ulcerosa, miastenia gravis. È stata utilizzata con successo anche in forme gravi di asma e dermatite atopica.
Viene utilizzata anche per combattere la GVHD, in seguito a un trapianto di midollo osseo.

## Controindicazioni
La ciclosporina è stata ed è ampiamente usata nell'immunosoppressione anche nel trapianto renale. Presenta comunque effetti nefrotossici diretti se raggiunge elevati livelli ematici. Da utilizzare con cautela in soggetti con insufficienza renale e ipertensione. Controindicata in presenza di neoplasie accertate. Sostanza classificata come cancerogena.

## Dosaggi
- Dermatite atopica e psoriasi, (soltanto nelle forme più gravi quando gli altri medicinali non hanno avuto effetti positivi) 2,5 mg/kg al giorno (da dividere in due somministrazioni, dose massima 5 mg/kg).
- In seguito a trapianto da 100 a 300 mg/die per via orale.

## Effetti indesiderati
A causa del suo principio immunosoppressore sull'organismo, la ciclosporina ha di solito effetti indesiderati come nausea e torpore, o sonno, in base alla quantità di utilizzo. Altri effetti collaterali, più gravi ma più rari, possono essere la pancreatite, ipertricosi, rash cutaneo, insonnia, cefalea, diarrea, iperuricemia, gotta, convulsioni, amenorrea, miopatia, ipertensione arteriosa, gengivite ipertrofica, tossicità epatica e/o biliare (specie nei pazienti con relative patologie concomitanti)
Sudorazione accentuata, crescita maggiore delle unghie, crescita più veloce dei capelli e peluria.